# Oceania Hockey Federation
Die Oceania Hockey Federation (kurz OHF) ist der Hockey-Kontinentalverband für Ozeanien und ist Mitglied des Hockeyweltverbandes FIH. Sie besteht aus 9 Mitgliedern und richtet verschiedene Kontinentalwettbewerbe für Damen- und Herrennationalmannschaften aus, insbesondere den Oceania Cup, dessen Ergebnisse in die FIH-Weltrangliste einfließen.

## Mitglieder
| Amerikanisch-Samoa | Australien | Fidschi | Neuseeland | Papua-Neuguinea |
| Samoa              | Salomonen  | Tonga   | Vanuatu    |                 |